# Wybory prezydenckie w Polsce w 1922 roku (9 grudnia)
Wybory prezydenckie w Polsce w 1922 roku – odbyły się  9 grudnia. Na urząd prezydenta Rzeczypospolitej Polskiej zgłoszono pięciu kandydatów. Wyboru dokonywało Zgromadzenie Narodowe.

## Kandydaci
- Jan Baudouin de Courtenay, popierany przez mniejszości narodowe
- Ignacy Daszyński, popierany przez Polską Partię Socjalistyczną
- Gabriel Narutowicz, bezpartyjny, popierany przez Polskie Stronnictwo Ludowe „Wyzwolenie”
- Stanisław Wojciechowski, popierany przez Polskie Stronnictwo Ludowe „Piast”
- Maurycy Zamoyski, popierany przez kilka partii prawicowych

## Przebieg wyborów
- Pierwsze głosowanie odbyło się o godzinie 14:10. Oddano 541 głosów ważnych. Głosów nieważnych nie było.
- Drugie głosowanie odbyło się o godzinie 15:30. Oddano 543 głosów ważnych oraz 4 głosy nieważne. Kandydat z najmniejszą liczbą głosów – Ignacy Daszyński – nie przeszedł do kolejnej tury.
- Trzecie głosowanie odbyło się o godzinie 16:50. Oddano 541 głosów ważnych. Głosów nieważnych nie było. Kandydat z najmniejszą liczbą głosów – Jan Baudouin de Courtenay – nie przeszedł do kolejnej tury.
- Czwarte głosowanie odbyło się o godzinie 17:45. Oddano 540 głosów ważnych. Głosów nieważnych nie było. Kandydat z najmniejszą liczbą głosów – Stanisław Wojciechowski –  nie przeszedł do kolejnej tury.
- Piąte i decydujące głosowanie odbyło się o godzinie 19:15. Oddano 516 głosów ważnych oraz 25 nieważnych. Gabriel Narutowicz uzyskał więcej głosów niż Maurycy Zamoyski i został pierwszym prezydentem Polski.

## Wyniki[1]
| Kandydat                  | I tura       | II tura      | III tura     | IV tura      | V tura       |
| ------------------------- | ------------ | ------------ | ------------ | ------------ | ------------ |
| Ignacy Daszyński          | 49 (9,06%)   | 1 (0,18%)    | odpadł       | odpadł       | odpadł       |
| Jan Baudouin de Courtenay | 103 (19,04%) | 10 (1,84%)   | 5 (0,92%)    | odpadł       | odpadł       |
| Gabriel Narutowicz        | 62 (11,46%)  | 151 (27,81%) | 158 (29,21%) | 171 (31,67%) | 289 (56,01%) |
| Stanisław Wojciechowski   | 105 (19,41%) | 153 (28,18%) | 150 (27,73%) | 145 (26,85%) | odpadł       |
| Maurycy Zamoyski          | 222 (41,04%) | 228 (41,99%) | 228 (42,14%) | 224 (41,48%) | 227 (43,99%) |